# Škoda-Sanos S 115
Škoda-Sanos S 115 (někdy uváděn jako Škoda-Sanos 115Tr) je trolejbus, který jako prototyp vyrobil v roce 1987 podnik Škoda Ostrov v kooperaci s jugoslávskou (respektive makedonskou) společností FAS 11. Oktomvri Skopje.

## Konstrukce
S 115 je dvounápravový trolejbus se samonosnou karoserií. Je odvozen z dvoučlánkového trolejbusu Škoda-Sanos S 200, na rozdíl od něj ale nebyl sériově vyráběn. Využita byla karoserie jugoslávského autobusu FAS 115, do které byla zabudována elektrická výzbroj převzatá z trolejbusu Škoda 14Tr. Skelet je vyztužen proti kroucení. V interiéru je podlaha pokryta gumou a umělou hmotou (pod sedadly pro cestující). V pravé bočnici se nacházejí troje čtyřkřídlé skládací dveře.

## Prototyp
| Současný stát       | Město    | Článek | Roky dodávek | Počet vozů | Evidenční čísla při dodání | Poznámky | Zdroj |
| ------------------- | -------- | ------ | ------------ | ---------- | -------------------------- | -------- | ----- |
| Bosna a Hercegovina | Sarajevo | článek | 1987         | 1          | 628                        |          | [ 1 ] |

Prototyp, a také jediný vyrobený trolejbus tohoto typu, byl vyroben v roce 1987. V Bělehradě zřejmě podstoupil zkušební jízdy a ještě téhož roku byl dodán do Sarajeva, kde obdržel evidenční číslo 628. Po válce byl v roce 1997 přeznačen na číslo 4101 a v provozu zůstal do roku 2005, kdy byl vyřazen.